# Салладасбург (Пенсільванія)
Салладасбург (англ. Salladasburg) — місто (англ. borough) в США, в окрузі Лайкомінг штату Пенсільванія. Населення — 250 осіб (2020).

## Географія
Салладасбург розташований за координатами 41°16′50″ пн. ш. 77°13′54″ зх. д. / 41.28056° пн. ш. 77.23167° зх. д. (41.280675, -77.231778).  За даними Бюро перепису населення США в 2010 році місто мало площу 2,05 км², з яких 2,01 км² — суходіл та 0,03 км² — водойми.

## Демографія
Згідно з переписом 2010 року, у селищі мешкало 238 осіб у 110 домогосподарствах у складі 69 родин. Густота населення становила 116 осіб/км².  Було 118 помешкань (58/км²).
Расовий склад населення:
| - 96,6 % — білих - 2,1 % — чорних або афроамериканців - 0,8 % — азіатів |

До двох чи більше рас належало 0,4 %. Частка іспаномовних становила 0,4 % від усіх жителів.
За віковим діапазоном населення розподілялося таким чином: 19,3 % — особи молодші 18 років, 63,9 % — особи у віці 18—64 років, 16,8 % — особи у віці 65 років та старші. Медіана віку мешканця становила 42,8 року. На 100 осіб жіночої статі у селищі припадало 95,1 чоловіків;  на 100 жінок у віці від 18 років та старших — 88,2 чоловіків також старших 18 років.
Середній дохід на одне домашнє господарство  становив 50 308 доларів США (медіана — 38 750), а середній дохід на одну сім'ю — 56 013 долари (медіана — 47 188). За межею бідності перебувало 21,4 % осіб, у тому числі 39,0 % дітей у віці до 18 років та 4,1 % осіб у віці 65 років та старших.
Цивільне працевлаштоване населення становило 121 особа. Основні галузі зайнятості: освіта, охорона здоров'я та соціальна допомога — 25,6 %, виробництво — 13,2 %, фінанси, страхування та нерухомість — 13,2 %.